# Limonicola
Genre
Limonicola est un genre d'insectes diptères nématocères de la famille des Blephariceridae.

## Liste d'espèces
Selon Catalogue of Life (7 avril 2019) :
- Limonicola astylis Hogue, 1989
- Limonicola davila Hogue, 1982
- Limonicola hoguei Zwick, 2007
- Limonicola kolomeros Hogue, 1989
- Limonicola leucoptera Edwards, 1929
- Limonicola lichanos Hogue & Bedoya Ortiz, 1989
- Limonicola medius Hogue, 1989
- Limonicola plurivectis Lutz, 1928